# Santa Cecília de Voltregà
Santa Cecília de Voltregà település Spanyolországban, Barcelona tartományban. Lakosainak száma 192 fő (2024).

## Földrajza
Santa Cecília de Voltregà Les Masies de Voltregà, Gurb, Sant Bartomeu del Grau és Sobremunt községekkel határos.

## Népesség
A település lakosságának változását az alábbi diagram mutatja:
| Lakosok száma | 297  | 191  | 317  | 238  | 186  | 203  | 190  | 173  | 187  | 192  |
|               | 1787 | 1900 | 1940 | 1965 | 1991 | 2004 | 2009 | 2014 | 2019 | 2024 |